# قزل‌قلعه موسولانلو
قزل‌قلعه موسانلو یکی از روستاهای استان آذربایجان شرقی است که در دهستان چاراویماق جنوب غربی بخش مرکزی شهرستان چاراویماق واقع شده‌است.این روستا ۲۱۶ نفر جمعیت دارد.